# Marcia Euphemia
Aelia Marcia Euphemia, född 430, död efter 472, var en västromersk kejsarinna, gift med kejsar Anthemius.
Hon var dotter till den österomerska kejsaren Marcianus och styvdotter till Pulcheria. Hennes biologiska mor är okänd. Hennes far blev kejsare 450. 
Euphemia gifte 453, tre år efter sin fars tronbestigning, sig med Anthemius, som då var en hög österomersk ämbetsman. Paret fick fem barn. Hennes far gynnade hennes makes karriär på många sätt och spekulerades vara utsedd till blivande kejsare. 
456 avled hennes far. Han efterträddes av Leo I, som valdes till hans efterträdare. 
467 blev hennes make västeromersk kejsare. Euphemia bekräftades som kejsarinna och Augusta på de mynt som gavs ut mellan 467 och 472 och framhävdes i offentlig representation för den länk mellan maken och den theodosiska dynastin som hon utgjorde. Utöver hennes framskjutna symboliska ställning nämns hon dock inte under sin tid som kejsarinna sedan paret flyttade från Östrom till Västrom vid makens tronbestigning. 
Hennes make mördades 472. Euphemia förekom på offentliga mynt hela hans regeringstid ut, men vad som skedde med henne efter makens död är okänt. 